# 4. Kanadisches Kabinett
Das 4. Kanadische Kabinett (engl. 4th Canadian Ministry, franz. 4e conseil des ministres du Canada) regierte Kanada vom 16. Juni 1891 bis zum 24. Juni 1892. Dieses von Premierminister John Abbott angeführte Kabinett bestand aus Mitgliedern der Konservativen Partei.

## Minister
| Amt                                                                  | Name                                                           | Zeitraum |
| -------------------------------------------------------------------- | -------------------------------------------------------------- | --- |
| Premierminister                                                      | John Abbott                                                    | 16. Juni 1891 – 24. November 1892 |
| Innenminister und General-Superintendent für Indianerangelegenheiten | Edgar Dewdney Thomas Mayne Daly                                | 16. Juni 1891 – 16. Oktober 1892 17. Oktober 1892 – 24. November 1892                                                                   |
| Justizminister und Attorney General                                  | John Thompson                                                  | 16. Juni 1891 – 24. November 1892 |
| Miliz- und Verteidigungsminister                                     | Adolphe-Philippe Caron Mackenzie Bowell                        | 16. Juni 1891 – 24. Januar 1892 25. Januar 1892 – 24. November 1892                                                                     |
| Finanzminister und Schatzmeister                                     | George Eulas Foster                                            | 16. Juni 1891 – 24. November 1892 |
| Minister für Inlandsteuern                                           | John Costigan                                                  | 16. Juni 1891 – 24. November 1892 |
| Zollminister                                                         | Mackenzie Bowell Joseph-Adolphe Chapleau                       | 16. Juni 1891 – 24. Januar 1892 25. Januar 1892 – 24. November 1892                                                                     |
| Seefahrt- und Fischereiminister                                      | Charles Hibbert Tupper                                         | 16. Juni 1891 – 24. November 1892 |
| Minister für Eisenbahnen und Kanäle                                  | vakant Mackenzie Bowell (geschäftsführend) John Graham Haggart | 16. Juni 1891 17. Juni 1891 – 10. Januar 1892 11. Januar 1892 – 24. November 1892                                                       |
| Landwirtschaftsminister                                              | John Carling                                                   | 16. Juni 1891 – 24. November 1892 |
| Postminister                                                         | John Graham Haggart vakant Adolphe-Philippe Caron              | 16. Juni 1891 – 10. Januar 1892 11. Januar 1892 – 24. Januar 1892 25. Januar 1892 – 24. November 1892                                   |
| Minister für staatliche Bauvorhaben                                  | Hector-Louis Langevin vakant Frank Smith Joseph-Aldric Ouimet  | 16. Juni 1891 – 11. August 1891 12. August 1891 – 13. August 1891 14. August 1891 – 10. Januar 1892 11. Januar 1892 – 24. November 1892 |
| Staatssekretär für Kanada und Regierungskanzlist                     | Joseph-Adolphe Chapleau James Colebrooke Patterson             | 16. Juni 1891 – 24. Januar 1892 25. Januar 1892 – 24. November 1892                                                                     |
| Präsident des Kronrates                                              | John Abbott                                                    | 16. Juni 1891 – 24. November 1892 |
| Minister ohne Geschäftsbereich                                       | Frank Smith Frank Smith                                        | 16. Juni 1891 – 13. August 1891 11. Januar 1892 – 24. November 1892                                                                     |